# Cr 135
Cr 135 (noto anche come Ammasso di Pi Puppis, dal nome della sua stella più brillante) è un oggetto considerato alternativamente o un brillante ammasso aperto o un'associazione stellare, visibile nella costellazione australe della Poppa. Si tratta di un oggetto poco noto, di cui si è analizzata la composizione e la velocità radiale solo a partire dagli anni novanta.

## Osservazione

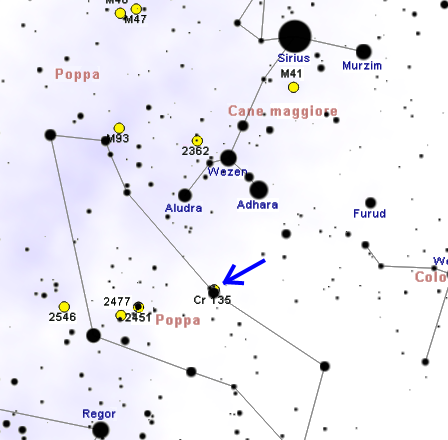
Mappa per rintracciare l'oggetto; la stella è visibile poco a sud del Cane Maggiore.

Si tratta di un ammasso piuttosto luminoso ma di debole concentrazione; si individua facilmente a sud del triangolo composto dalle brillanti stelle ε Canis Majoris, δ Canis Majoris e η Canis Majoris, con le quali forma un asterismo a forma di croce. Sebbene sia poco conosciuto, specialmente dall'emisfero boreale, si tratta di una delle associazioni più brillanti ed appariscenti della volta celeste. I mesi ideali per la sua osservazione vanno da dicembre a marzo; dall'emisfero nord si presenta basso sull'orizzonte meridionale dalle regioni temperate, mentre a latitudini molto settentrionali non è mai osservabile. Dall'emisfero australe si presenta invece allo zenit nei cieli delle città di Melbourne e di Auckland.
In cieli particolarmente nitidi e con l'oggetto non troppo basso sull'orizzonte si possono identificare tutte le sue quattro componenti principali anche ad occhio nudo; sono disposte a formare una sorta di cono col vertice rivolto verso sud, rappresentato dalla stella π Puppis. Lo strumento ideale per la sua osservazione è un binocolo o al più un telescopio amatoriale con bassi ingrandimenti; con ingrandimenti eccessivi infatti si perde la visuale d'insieme; un binocolo 10x50 si rivela lo strumento più adatto, poiché rivela sia le componenti che il contrasto di colori fra la rossa π Puppis e le altre stelline più a nord, di colore azzurro.

## Caratteristiche

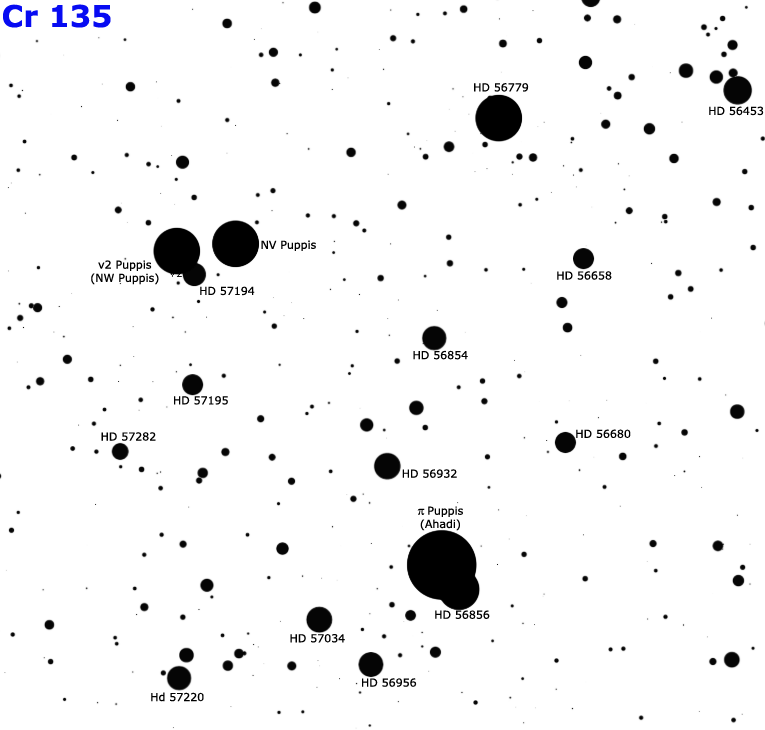
Mappa dettagliata di Cr 135.

La sua caratteristica principale è data, come detto, da un gruppo di quattro stelle visibili anche ad occhio nudo disposte a formare un triangolo (o un cono) col vertice verso sud, la più brillante delle quali è la stella π Puppis; questa stella è una supergigante rosso-arancione posta apparentemente al di là dell'ammasso. Le componenti più vicine fra loro sono le tre stelle di quinta magnitudine, più altre disposte lungo il lato orientale, visibili con un binocolo o un piccolo telescopio; le tre stelle di quinta sono tutte variabili: la più interessante è la coppia delle componenti di NV Puppis: la primaria è una variabile del tipo Gamma Cassiopeiae, la secondaria è del tipo Beta Cephei. Questa stella forma con la stella NW Puppis, di magnitudine simile, una coppia molto più larga e risolvibile anche ad occhio nudo in cieli particolarmente tersi. La distanza dell'ammasso è stimata sugli 840 anni luce, mentre la velocità radiale è stimata sui 15,35 km/s.
Nel corso degli anni novanta è stato eseguito uno studio sulla velocità radiale di oltre una sessantina di stelle attorno a quest'area di cielo; lo studio non è stato in grado di chiarire l'esistenza reale dell'ammasso (ossia se le componenti siano davvero fortemente legate fra loro), ma ha permesso di scoprire che sia le stelle di Cr 135 che quelle dei campi stellari di fondo mostrano un moto proprio molto simile. Pertanto, è plausibile che tutte le stelle visibili nel campo possano essere appartenute ad un'antica associazione stellare. Secondo delle ricerche più recenti condotte col satellite Hipparcos, l'ammasso in realtà esisterebbe, sebbene le sue componenti si siano notevolmente disperse; anche la stella π Puppis, nonostante sia leggermente più lontana, sembrerebbe mostrare la stessa velocità radiale di altre stelle presenti nell'area, indice che anche questa sarebbe stata in origine un membro dell'ammasso.

### Libri
- (EN) C. J. Lada, N. D. Kylafits, The Origin of Stars and Planetary Systems, Kluwer Academic Publishers, 1999, ISBN 0-7923-5909-7.
- A. De Blasi, Le stelle: nascita, evoluzione e morte, Bologna, CLUEB, 2002, ISBN 88-491-1832-5.

### Pubblicazioni scientifiche
- (EN) G. Amieux, Radial velocities in the region of CR 135, in Astronomical Society of the Pacific, 1993, ISSN 0004-6280.
- (EN) H. Baumgardt, The Nature of some doubtful Open Clusters as revealed by Hipparcos (ps), in Astronomy and Astrophysics, 1998. URL consultato il 6 febbraio 2009 (archiviato dall'url originale il 16 marzo 2012).

### Carte celesti
- Toshimi Taki, Taki's 8.5 Magnitude Star Atlas, su geocities.jp, 2005. URL consultato il 7 novembre 2010 (archiviato dall'url originale il 5 novembre 2018). - Atlante celeste liberamente scaricabile in formato PDF.
- Tirion, Rappaport, Lovi, Uranometria 2000.0 - Volume II - The Southern Hemisphere to +6°, Richmond, Virginia, USA, Willmann-Bell, inc., 1987, ISBN 0-943396-15-8.
- Tirion, Sinnott, Sky Atlas 2000.0, 2ª ed., Cambridge, USA, Cambridge University Press, 1998, ISBN 0-933346-90-5.

### Argomenti generici
- Ammasso aperto
- Associazione stellare
- Catalogo Collinder

### Argomenti affini
- Poppa (costellazione)
- Braccio di Orione
- Oggetti non stellari nella costellazione della Poppa